# Naval Strike Wing
Naval Strike Wing (NSW, Námořní útočné křídlo) byla letecká jednotka Fleet Air Arm britské Royal Navy. Byla založena k 9. březnu 2007, po reformování 800. námořní letecké peruti v roce 2006 a 801. námořní letecké peruti 9. března 2007. Jednotka obsahovala prvky z těchto dvou perutí, sloučené do jedné operační jednotky, schopné nasazení buď z pozemních základen anebo letadlových lodí Royal Navy. Útvar dislokovaný na základně RAF Cottesmore a vyzbrojený stroji Harrier GR.7 a GR.9 tvořil námořní složku Joint Force Harrier.
1. dubna 2010 se Naval Strike Wing s výzbrojí Harrierů GR.9 a GR.9A navrátil k označení 800. peruti FAA. Po oznámení stažení Harrierů ze služby v Strategic Defence and Security Review 2010 vzlétl 24. listopadu 2010 z letadlové lodi Royal Navy HMS Ark Royal poslední Harrier.